# كولدا (إقليم)
كولدا (بالفرنسية: Kolda)‏ هو أقليم في السنغال، بلغ عدد سكانه 662,455 نسمة وذلك حسب إحصائيات سنة 2013، عاصمته مدينة كولدا، تبلغ مساحته 13,721 كيلومتر مربع.

## الموقع
يشترك في الحدود مع:
- سيدهيو
- إقليم تامباكوندا.